# Waganka

Waganka (prononciation : [vaˈɡaŋka]) est un village polonais de la gmina de Tłuszcz dans le powiat de Wołomin de la voïvodie de Mazovie dans le centre-est de la Pologne.
De 1975 à 1998, le village appartenait administrativement à la voïvodie d'Ostrołęka.